# Sovie vinohrady
Sovie vinohrady este o arie protejată (arie specială de conservare — SAC, sit de importanță comunitară — SCI) din Slovacia întinsă pe o suprafață de 9,8 ha, integral pe uscat.

## Localizare
Centrul sitului Sovie vinohrady este situat la coordonatele 47°53′14″N 18°43′01″E / 47.8873°N 18.716985°E.

## Înființare
Situl Sovie vinohrady a fost declarat sit de importanță comunitară în septembrie 2015 pentru a proteja 1 specie de plante și 2 specii de animale. Situl a fost protejat și ca arie specială de conservare în octombrie 2017.

## Biodiversitate
Situată în ecoregiunea panonică, aria protejată conține 4 habitate naturale: Tufărișuri subcontinentale peripanonice, Pajiști uscate seminaturale și facies de acoperire cu tufișuri pe substraturi calcaroase (Festuco-Brometalia) (* situri importante pentru orhidee), Pajiști stepice subpanonice, Pajiști stepice panonice pe loess.
La baza desemnării sitului se află mai multe specii protejate:
- plante (1): târtan (Crambe tataria)
- nevertebrate (2): Bolbelasmus unicornis, fluturele de noapte (Eriogaster catax)